# Карабулаг (Огузский район)
Карабулаг (азерб. Qarabulaq) — село в Огузском районе Азербайджана, в 24 километрах к юго-востоку от города Огуз.

## География
Село Карабулаг расположено на северо-западе Азербайджана, в юго-восточной части Огузского района, на левом берегу реки Турианчай. Основано выходцами из села Маза (лезг. Мацар) Ахтынского района. Позже переселились выходцы из сел Смугул, Миджах и пару семей из Фий Ахтынского района. Раньше село называли Арран Мацар, со временем переименовали в Карабулаг (название родника).

## Население
По национальности жители села — лезгины. По вероисповеданию - мусульмане-сунниты. В селении несколько родовых объединений — тухумов (лезг. сихил).

## Достопримечательности
В деревне находятся 2 албанских храма.